# Andévalo
Andévalo Spanyolországban, Andalúzia Huelva tartományában található comarca.  Lakosainak száma 37 996 fő (2024).

## Önkormányzatai
- Cabezas Rubias
- Calañas
- Villanueva de los Castillejos
- Alosno
- El Almendro
- El Cerro de Andévalo
- El Granado
- Paymogo
- Puebla de Guzmán
- San Bartolomé de la Torre
- Sanlúcar de Guadiana
- Santa Bárbara de Casa
- Valverde del Camino
- Villanueva de las Cruces

## Népesség
| 2024 | 37 996 |